# انقلاب ۱۹۱۹ مصر
انقلاب مصر ۱۹۱۹ سلسله تظاهرات‌های مردمی ضد سیاست‌های بریتانیا در مصر پس از جنگ جهانی اول، به رهبری حزب وفد بود که در رأس آن سعد زغلول و گروهی از سیاسی‌های سرشناس قرار داشت. این اعتراضات بر اثر ناراحتی مصریان از اشغال کشورشان توسط بریتانیا و دخالت این کشور در امور داخلی دولت مصر علاوه بر آن لغو قانون اساسی و اجرایی‌کردن قیمومت بریتانیا بر مصر و اعلام حکومت نظامی و تأثیر منفی کشور بیگانه بر اقتصاد بود. اغتشاشات از صبح شنبه ۹ مارس ۱۹۱۹ با آشوب دانشجویان در سرتاسر قاهره، اسکندریه و دیگر شهرها آغاز شد. بریتانیایی‌ها با گلوله جلوی اعتراضات را گرفتند که منجر به تلفات جانی شد. اغتشاشات تا اوت ادامه یافت و در اکتبر و نوامبر تجدید شد اما نتایج سیاسی آن پس از اغتشاشات قطع نشد و تا سال ۱۹۲۲ ادامه پیدا کرد. نتایج حقیقی آن سال ۱۹۲۳ با اعلام قانون اساسی و پارلمان بود.